# USS Tarpon (SS-175)
USS Tarpon (SS-175) – zwodowany 4 września 1935 roku w stoczni Electric Boat amerykański okręt podwodny typu Shark o wyporności nawodnej 1316 ton. Okręt wszedł do służby operacyjnej w amerykańskiej marynarce wojennej 12 marca 1936 roku i pełnił ją do 15 listopada 1945 roku. 17 kwietnia 1947 roku został przeniesiony do służby szkoleniowej, którą ukończył w roku 1956, po czym rok później został pocięty na złom.